# Pottia drummondii
Pottia drummondii là một loài Rêu trong họ Pottiaceae. Loài này được (Wilson) J. H. Willis miêu tả khoa học đầu tiên năm 1954.